# Hosszúcsőrű törpealka
A hosszúcsőrű törpealka vagy kamcsatkai törpelumma (Brachyramphus perdix) a madarak osztályának lilealakúak (Charadriiformes) rendjébe és az alkafélék (Alcidae) családjába tartozó faj.

## Rendszerezése
A fajt Peter Simon Pallas német zoológus írta le 1811-ben, a Cepphus nembe Cepphus Perdix néven.

## Előfordulása
A Csendes-óceán északi részén, Japánban és Oroszországban fészkel, eljut Észak-Korea, Dél-Korea és Kína területére, de észlelték már Svájcban is. 
Természetes élőhelyei a tűlevelű és mérsékel övi erdők, a parttól 100 km-en belül, a védett parti vizekben telel. Nem vonuló, de kóborló faj.

## Megjelenése
Testhossza 25 centiméter, szárnyfesztávolsága 43 centiméter, testtömege 310 gramm.

## Szaporodása
Tűlevelű és mérsékelt övi erdőkben fészkel.

## Természetvédelmi helyzete
Az elterjedési területe nagyon nagy, egyedszáma viszont gyorsan csökken. A Természetvédelmi Világszövetség Vörös listáján mérsékelten fenyegetett fajként szerepel.